# ديانا دارين
ديانا دارين (بالإنجليزية: Diana Darrin)‏ هي مغنية وممثلة أمريكية، ولدت في 15 أبريل 1933 في الولايات المتحدة.

## وصلات خارجية
- ديانا دارين على موقع IMDb (الإنجليزية)
- ديانا دارين على موقع قاعدة بيانات الفيلم (الإنجليزية)